# Ibarre (Bardos)
Pour les articles homonymes, voir Ibarre.

Ibarre est un quartier situé à l'ouest de la commune de Bardos dans le département des Pyrénées-Atlantiques.
Son nom basque est Ibarre et son nom gascon est Ibarre.

## Géographie
Ibarre fait partie de la province basque du Labourd.

### Hydrographie
Les terres du quartier sont arrosées par deux affluents de l'Adour, la Joyeuse et la Bidouze.
Des affluents de la Joyeuse, le Marmareko erreka, les ruisseaux de Lartasso et du Termi et l'Eyhéracharko erreka ainsi que le tributaire de ce dernier, le ruisseau Ithurriague, traversent également le quartier.
Enfin des affluents de la Bidouze, les ruisseaux d'Armoun et le Lihoury et les tributaires de celui-ci, les ruisseaux Arbéroue (ainsi que l'affluent de ce dernier, le ruisseau de Jouan de Pès) et le Gelous (ainsi que l'affluent de ce dernier, le ruisseau d'Appat), sont aussi présents sur le territoire d'Ibarre.

### Lieux-dits et hameaux
Le quartier Ibarre est composé de diverses maisons réparties à travers les lieudits suivants :
- Aranbidea ;
- Baluarte ;
- (les) Trois Bordes.

### Communes limitrophes
- Urt au nord-ouest
- La Bastide-Clairence au sud-ouest.

## Toponymie
| Cadastre napoléonien 1818 | Matrice cadastrale 1818  | Toponyme actuel IGN | Graphie basque normalisée | Graphie occitane normalisée |
| ------------------------- | ------------------------ | ------------------- | ------------------------- | --------------------------- |
| Arremoulio                | Arremoulio / Larremoulio |                     |                           | Arremoliò                   |
| Baluart                   |                          | Baluarte            |                           | Baluhart                    |
| Ibar                      |                          | Quartier Ibarre     | Ibarre                    | Ibarre                      |
| Pagosse                   |                          |                     | Pagoze                    | Pagòssa                     |
|                           |                          | (les) Trois Bordes  | Hiru Bordak               | Las Tres Bòrdas             |

## Noms des maisons
| Cadastre napoléonien 1818 | Matrice cadastrale 1818     | Toponyme actuel IGN | Graphie basque normalisée | Graphie occitane normalisée |
| ------------------------- | --------------------------- | ------------------- | ------------------------- | --------------------------- |
| Arrambide                 | Arrambide                   | Aranbidea           | Arranbidea                | Arranbide                   |
| Arosberry                 | Arosberry                   | Arozberria          | Arozberria                | Aròsbèrri                   |
| Lartigue                  | Artigue                     | Artiga              | Artiga                    | L'Artiga                    |
| Atsalouet                 | Atsalouet                   | (disparue)          | Atzaloeta                 | Atçaloet                    |
| Borde                     |                             | Bazterretxea        | Bazterretxea              | Basterrèche                 |
| Borde                     | Borde de Larremoulio        | Bellevue            | Bista Eder                | Bèra Bista                  |
| Berondo                   | Berhondo                    | (disparue)          | Berrondoa                 | Berrònde                    |
| Bidart                    | Bidart                      | Bidartea            | Bidartea                  | Bidart                      |
| Borde                     | Borda                       | (disparue)          | Borda                     | La Bòrda                    |
| Borda                     | Borda                       | Bordaberria         | Bordaberria               | Bòrdabèrri                  |
| Borde                     | Borde                       | (disparue)          | Artigako borda            | Bòrda L'Artiga              |
| Borde                     | Laborde                     | Borde Burunch       | Buruntxeko borda          | Bòrda Burunch               |
| Borde                     | Borde                       | Borde Castella      | Kaztelaeneko borda        | Bòrda Casterar              |
| Borde                     | Laborde                     | Etxarteborda        | Etxarteko borda           | Bòrda Echart                |
| Borde                     | Borde                       | Borde Halgachoury   | Halgaxuriko borda         | Bòrda Halgashori            |
| Borde                     | Borde                       | Borde Larrandou     | Larrondoko borda          | Bòrda Larrònde              |
|                           | Borde Lurberrie             | (disparue)          | Lurberrietako borda       | Bòrda Lurberriet            |
| Borde                     | Laborde                     | (disparue)          | Orraskako borda           | Bòrda Orrasca               |
| Buruns                    | Buruns                      | Buruntxa            | Buruntxea                 | Burunch                     |
|                           | Burunchipy                  | (disparue)          | Buruntxetxipia            | Burunch Petit               |
| Camboçarry                | Larragna                    | (disparue)          | Kanbosarria               | Camosarri                   |
| Constantin                | Constantin                  | Constantin          | Konstantinoenea           | Constantin                  |
|                           | (maison)                    | (disparue)          | Kurutzaldea               | Crutçalde                   |
| (n'existe pas)            | (n'existe pas)              |                     | Ibarreko eskola           | L'Escòla d'Ibarre           |
| Elgar                     | Elgar                       | Elgar               | Elgartea                  | Elgart                      |
| Errecalde                 | Recalde                     | Errekaldea          | Errekaldea                | Recalde                     |
| Etchemendi Escapat        | Etchemendy                  | (disparue)          | Eskapata                  | L'Escapat                   |
| Etchart                   | Etchart                     | Etxartea            | Etxartea                  | Echart                      |
| Etchemendy                | Etchemendy                  | Etxemendia          | Etxemendia                | Echemèndi                   |
| Etchegaray (sic)          | Etchessarry                 | Etxesarria          | Etxesarria                | Echesarri                   |
| Eyherabide                | Eyherabide                  |                     | Eiherabidea               | Eiherabide                  |
| Socobigaray               | Gabriel Socobigaray         |                     | Gabrieltegia              | Gabriel                     |
| Borde                     | Borde Galbarret             | Galbaret            | Galbarretako borda        | Bòrda Galbarret             |
| Galbarret                 | Galbarret                   | (disparue)          | Galbarreta                | Galbarret                   |
| Ganderats                 | Ganderats                   | (disparue)          | Ganderatzea               | Ganderàs                    |
| (n'existe pas)            | (n'existe pas)              | Gardera             | Garderaenea               | Guarderar                   |
| Gorain                    | Gorant                      | Goraina             | Gorantenea                | Gorant                      |
| Halgarachoury             | Halgarachoury               | Halgaraxuria        | Halgaraxuria              | Halgarashori                |
| Harriague                 | Harriague                   | Harriaga            | Harriaga                  | Harriaga                    |
| Borde Landaberry          | Landaberry                  | Hiribarnea          | Hiribarnea                | Hiribarne                   |
| Ibarbide                  | Ibarbide                    | Ibarbidea           | Ibarbidea                 | Ibarbide                    |
| Ibarmendi                 | Ibarmendy                   | Ibarmendia          | Ibarmendia                | Ibarmèndi                   |
| Iratchet                  | (maison)                    | (disparue)          | Iratxeta                  | Irachet                     |
| Iriberry                  | Iriberry                    | Iriberria           | Iriberria                 | Iribèrri                    |
| Istiart                   | Istiart                     | (disparue)          | Iztilartea                | Istilart                    |
| Jeannots                  | Jeannots                    | (disparue)          | Janotzea                  | Janòs                       |
| Joligaray                 | Joligaray                   | (disparue)          | Jaurigaraia               | Jaurigarai                  |
| Labadie                   | Labadie                     | (disparue)          | Abadia                    | L'Abadia                    |
| Landabehere               | Elguia                      | (disparue)          | Landabeherea              | Landabehère                 |
| Larrandou                 | Larrandou                   | Larrondoa           | Larrondoa                 | Larrònde                    |
| Latxague                  | Uthurria                    | Latsaga             | Latsaga                   | Latsaga                     |
| Latxaguechipi             | Laxague Chipy               | Latsagaxipia        | Latsagatxipia             | Latsaga Petit               |
| (n'existe pas)            | (n'existe pas)              | Latsaldea           | Latsaldea                 | Latsalde                    |
| Loustau                   | Loustau                     | Loustau             | Ustaua                    | L'Ostau                     |
| Macquilet                 | Macquilet                   | Makileta            | Makileta                  | Maquilet                    |
| Mendiliharse              | Mendilaharce / Mendilaharse | (disparue)          | Mendilahartzua            | Mendilaharçe                |
| Dimancitéguy              | Dimancyteguy                | Minazantegia        | Dimanzitegia              | Dimancitègui                |
|                           | (moulin)                    | (disparu)           | Herrerako eihera          | Lo Molin de la Herrèra      |
| Moulin                    | (moulin)                    | (disparu)           | Lixabeko eihera           | Lo Molin de Lishabe         |
| Moulin                    | Moulin Neuf                 | Moulin Neuf d'Urt   | Ahurtiko eihera berria    | Lo Molin Nau d'Urt          |
| Mourdi                    | Mourdi                      | Murdia              | Murdia                    | Mordi                       |
| Olhéguy                   | Olheguy                     | Olhegia             | Olhegia                   | Olhègui                     |
| Orhasque                  | Orhasque                    | Orhaska             | Orraska                   | Orrasca                     |
| Piquessarry               | Piquessarry                 | Pikasarria          | Pikasarria                | Picasarri                   |
| Borde Castagnet (sic)     | Piloury                     | Pyroulic            | Pirulikea                 | Pirolic                     |
| Rolan                     | Case                        | (disparue)          | Rolandenea                | Roland                      |
| (n'existe pas)            | (n'existe pas)              | Salaberria          | Salaberria                | Salabèrri                   |
| St-Martin                 | St-Martin                   | San Martin          | Donamartea                | Sent Martin                 |
| Sarricouet                | Sarricouet                  | Sarrikota           | Sarrikoeta                | Sarricoet                   |
| Soccobi                   | Soccobi                     | (disparue)          | Zokobia                   | Sòcòbi                      |
| Sorhouet                  | Sorhouet                    | Sorhoeta            | Sorhoeta                  | Sorhoet                     |
| Tambourin                 | Tambourin                   | Tambourin           | Danbolinea                | Lo Tanborin                 |
| Uhart                     | Ouhart                      | Uhartea             | Uhartea                   | Ohart                       |
|                           | Chayima                     | Yemes               | Jaimenea                  | Jacme                       |
| Suhy                      | Suhi                        | Zuhia               | Zuhia                     | Suhi                        |